# Ichnotropis microlepidota
Ichnotropis microlepidota là một loài thằn lằn trong họ Lacertidae. Loài này được Marx mô tả khoa học đầu tiên năm 1956.